# Scotophilus livingstonii
Scotophilus livingstonii (Brooks & Bickham, 2014) è un pipistrello della famiglia dei Vespertilionidi diffuso nell'Africa subsahariana.

## Descrizione

### Dimensioni
Pipistrello di piccole dimensioni, con la lunghezza della testa e del corpo tra 74,3 e 89,3 mm, la lunghezza dell'avambraccio tra 51,7 e 55,6 mm, la lunghezza della coda tra 32,5 e 50,6 mm, la lunghezza del piede tra 9,9 e 12,3 mm, la lunghezza delle orecchie tra 9,2 e 12 mm.

### Aspetto
La pelliccia è corta e si estende ventralmente fino agli avambracci. Le parti dorsali sono bruno-rossastre, talvolta bruno-grigiastre, mentre le parti ventrali sono giallo-brunastre chiare con dei riflessi arancioni sulla gola e sui fianchi. Il muso è corto e largo, dovuto alla presenza di due masse ghiandolari sui lati. Le orecchie sono corte, triangolari, con l'estremità arrotondata e ben separate tra loro. Il trago è lungo, sottile e con l'estremità arrotondata e piegata in avanti. La coda è lunga ed è completamente inclusa nell'ampio uropatagio.

## Biologia

### Alimentazione
Si nutre di insetti.

## Distribuzione e habitat
Questa specie è diffusa nel Ghana e nel Kenya sud-occidentale.

## Tassonomia
Gli individui di questa forma erano stati identificati inizialmente come S.dinganii.

## Conservazione
Questa specie, essendo stata scoperta solo recentemente, non è stata sottoposta ancora a nessun criterio di conservazione.